# Ettenstatt
Ettenstatt é um município da Alemanha, situado no distrito de Weißenburg-Gunzenhausen, no estado da Baviera. Tem 15,84 km² de área, e sua população em 2019 foi estimada em 836 habitantes.